# Bubú de Cassin
El bubú de Cassin (Laniarius sublacteus) és un ocell de la família dels malaconòtids (Malaconotidae).

## Hàbitat i distribució
Habita sabanes denses des del sud-est de Somàlia fins al nord-est de Tanzània i'illa de Zanzíbar.

## Taxonomia
Inclòs antany a Laniarius aethiopicus, actualment s'ha classificat a la seua pròpia espècie, arran treballs com Nguembock et al. 2008.